# Алгреен-Уссинг, Таге
Таге Алгреен-Уссинг (дат. Tage Algreen-Ussing; 11 октября 1797, остров Зеландия — 25 июня 1872, Тоарбек, ок. Копенгагена) — датский юрист; изучал в Копенгагене право, был сначала нотариусом при университете, а потом последовательно занимал различные судебные должности, пока наконец в 1848 г. не был назначен генерал-прокурором Дании.
В 1831—32 он выступил и на поприще политического писателя и скоро приобрел большую популярность.
С 1835—44 г. он участвовал в собрании чинов в Роскилле, где содействовал проведению некоторых внесенных им проектов. Своим предложением — просить короля, чтобы тот особым законом признал неразрывный и вечный союз между датской короной и гольштинскими герцогствами, — он значительно содействовал наступившему между ними разрыву. В то же время Алгреен-Уссинг открыто высказывался против немедленного введения конституции, инициатива к введению которой, по его мнению, должна была исходить от короля, а не от подданных. Точно так же он высказался против проекта о всеобщей подаче голосов; когда же последний все-таки был принят, он отстранился от политики, хотя в 1854 г. и был призван королём в рейхстаг.
Алгреен-Уссинг умер в Тоарбеке, недалеко от Копенгагена, 25 июня 1872 г.
Из его научных работ особенно замечательны:
- «Haandbog i den danske Kriminalret» (4 изд., 2 т., Копенгаген, 1859),
- «Læren om Servituter» (Копенгаген, 1836)
- «Haandbog i den danske Arveret» (Копенгаген, 1855).

Кроме того, Алгреен-Уссинг с 1826 г. издавал собрание королевских рескриптов и резолюций, а с 1850 г. был издателем свода датских законов.